# CAT-2
CAT-2, acrônimo de Capsule Ariane Technologique 2, foi um satélite artificial da ESA lançado em 23 de maio de 1980 com o segundo foguete Ariane 1 a partir do Centro Espacial de Kourou. O mesmo foi perdido no processo de lançamento.

## Características
O CAT-2 foi uma cápsula de tecnologia posta em órbita durante o lançamento do segundo foguete Ariane 1. Sua função era recolher informações sobre o foguete durante o lançamento e colocação em órbita e retransmitir para a terra para obter dados com os quais validar o foguete. Mas devido a uma instabilidade da combustão num dos motores Viking do primeiro estágio o CAT-2 foi perdido.